# Tarnowo Pałuckie
Tarnowo Pałuckie – wieś (dawniej miasto) w Polsce położona w województwie wielkopolskim, w powiecie wągrowieckim, w gminie Wągrowiec. Leży na trasie szlaku cysterskiego.
Tarnowo Pałuckie uzyskało lokację miejską przed 1370 rokiem, zdegradowane przed 1400 rokiem. Wieś duchowna Tarnowo, własność opata cystersów w Wągrowcu pod koniec XVI wieku leżała w powiecie kcyńskim województwa kaliskiego. W latach 1975–1998 miejscowość administracyjnie należała do województwa pilskiego.

## Zabytki
- Dwór